# 米哈伊尔·米哈伊洛维奇·巴赫京

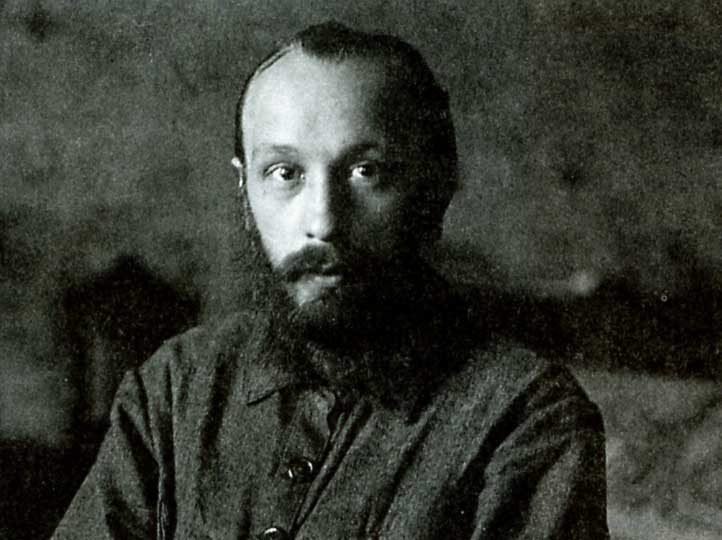
米·米·巴赫金

米哈伊尔·米哈伊洛维奇·巴赫金（俄語：Михаил Михайлович Бахтин；1895年11月17日—1975年3月7日），出生于俄国奧廖爾，是苏联现代文学理论与文学批评理论家。
巴赫金所提出的重要概念包括对话理论（dialogism）、众声喧哗（heteroglossia）、狂欢（carnivalesque），以及时空体（chronotope）等。
在文学理论方面，巴赫金继承了俄国结构主义学派，但是他仍然试图以文本、以及围绕文本的文化当中的一系列固有结构为途径，去理解对话中的文学意义。

## 主要作品
- 《陀思妥耶夫斯基的诗学问题》（1929）
- 《对话的想像：巴赫汀的四篇论文》
- 《马克思主义与语言哲学》
- 《语艺类型与其他的晚期论文》
- 《中世纪与文艺复兴的庶民文化：佛朗斯瓦‧拉伯雷的脉络》
- 《拉伯雷与他的世界》（1968）